# Kathy Baker
Kathy Whitton Baker (Midland, 8 juni 1950) is een Amerikaans televisie- en filmactrice. Voor haar hoofdrol in de dramaserie Picket Fences won ze zowel in 1993, 1995 als 1996 een Emmy Award en in 1994 een Golden Globe. Ze debuteerde in 1983 als filmactrice in The Right Stuff.
Baker was van 1985 tot 1999 getrouwd en kreeg twee kinderen. Ze trouwde opnieuw in 2003.

## Filmografie
*Exclusief televisiefilms, tenzij vermeld
| - The Art of Racing in the Rain (2019) - Model Home (2018) - Paterno (2018, televisiefilm) - The Ballad of Lefty Brown (2017) - The Party Is Over (2015) - The Age of Adaline (2015) - Boulevard (2014) - Return to Zero (2014) - The Trials of Cate McCall (2013) - Saving Mr. Banks (2013) - Big Miracle (2012) - Machine Gun Preacher (2011) - Seven Days in Utopia (2011) - Good Day for It (2011) - Take Shelter (2011) - Miss Nobody (2010) - Last Chance Harvey (2008) - Shades of Ray (2008) - The Jane Austen Book Club (2007) - All the King's Men (2006) - Nine Lives (2005) - 13 Going on 30 (2004) | - Cold Mountain (2003) - Assassination Tango (2002) - The Glass House (2001) - Ten Tiny Love Stories (2001) - Things You Can Tell Just by Looking at Her (2000) - A Little Inside (1999) - The Cider House Rules (1999) - Inventing the Abbotts (1997) - To Gillian on Her 37th Birthday (1996) - Mad Dog and Glory (1993) - Jennifer Eight (1992) - Article 99 (1992) - Edward Scissorhands (1990) - Mister Frost (1990) - Dad (1989) - Jacknife (1989) - Marked for Murder (1989) - Clean and Sober (1988) - Permanent Record (1988) - Street Smart (1987) - A Killing Affair (1986) - The Right Stuff (1983) |

## Televisieseries
*Exclusief eenmalige gastrollen
- Love - Vicki (2018, twee afleveringen)
- I'm Sorry. - Sharon (2017-...)
- The Ranch - Joanne (2016...)
- I'm Sorry - Sharon (2017, zes afleveringen)
- Colony - Phyllis (2016, drie afleveringen)
- Big Time in Hollywood, FL - Diana (2015, acht afleveringen)
- Those Who Kill - Marie Burgess (2014, vijf afleveringen)
- Against the Wall - Sheila Kowalski (2011, dertien afleveringen)
- Grey's Anatomy - Anna Loomis (2008, twee afleveringen)
- Medium - Marjorie Dubois (2005-2008, drie afleveringen)
- Boston Public - Meredith Peters (2001-2002, veertien afleveringen)
- Picket Fences - Dr. Jill Brock (1992-1996, 87 afleveringen)

- Bibsys: 7003841
- Biblioteca Nacional de España: XX1276194
- Bibliothèque nationale de France: cb14007491n (data)
- Gemeinsame Normdatei: 136840825
- International Standard Name Identifier: 0000 0001 1767 2389
- Library of Congress Control Number: no97013057
- Nationale Bibliotheek van Tsjechië: xx0085797
- Nationale Bibliotheek van Israël: 987007344393005171
- Nationale Bibliotheek van Polen: a0000001254078
- Nederlandse Thesaurus van Auteursnamen: 305319353
- SNAC: w6bp0zr8
- Système universitaire de documentation: 088520390
- Virtual International Authority File: 64202998
- WorldCat: E39PBJw8T4cFvc9qBqKdvh9FKd